# Šen-jang
Šen-jang (čínsky tradičně 瀋陽, zjednodušeně 沈阳, pinyin Shěnyáng, doslovně „Město na sever od řeky Šen“; mandžusky Mukden, ᠮᡠᡴ᠋ᡩᡝᠨ) je subprovinční město a hlavní město čínské provincie Liao-ning. Je jedním z významných čínských měst, žije v něm přes 5 miliónů lidí, v celé aglomeraci kolem 7,4 miliónů lidí.
Město se rozkládá na obou březích řeky Chun-che (čínsky tradičně 渾河, zjednodušeně 浑河, pinyin Húnhé). Šen-jang je průmyslové středisko severovýchodní Číny, mnoho staletí má značný ekonomický i vojensko-strategický význam (Šen-jangský vojenský okruh je podle vojenského potenciálu třetí v ČLR) a bohatou historii. Pod jménem Chou-čcheng je znám od 2. století př. n. l. (tedy od dob dynastie Chan).

## Etymologie
Název města je odvozen od řeky Chun (TZ: 渾河, ZZ: 浑河, pinyin: Húnhé), která se dříve nazývala Šen (TZ: 瀋水, ZZ: 沈水, pinyin: Shěnshuǐ). V doslovném překladu Šen-jang znamená město na sever od řeky Šen.

## Historie

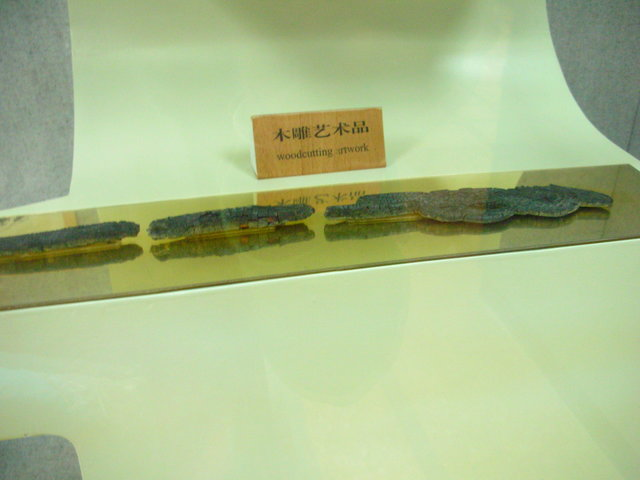
Dřevořezba kultury Sin-le

Území dnešního Šen-jangu bylo osídleno už v neolitu zhruba v době před 7200 lety kulturou Sin-le (TZ: 新樂, pinyin: Xīnlè). Při vykopávkách byla objevena i dřevořezba ptáka, která je jednou z nejstarších dřevořezeb na světě.
Během rusko-japonské války zde v roce 1905 proběhla Bitva u Mukdenu, ve které padlo okolo 25 000 vojáků.

## Administrativní členění
Šen-jang se řadí mezi subprovinční města. Člení se na devět městských obvodů, pět obvodů vlastního města – Šen-che, Che-pching, Ta-tung, Chuang-ku a Tchie-si a čtyři předměstské obvody. Dále k Šen-jangu patří takzvaný „nový obvod“ Šen-pej, jeden městský okres a dva okresy.
| Che-pching Šen-che Ta-tung Chuang-ku Tchie-si Su-ťia-tchun Chun-nan Šen-pej Jü-chung · ※ Liao-čung okres · Kchang-pching okres · Fa-kchu městský okres · Sin-min |          |                       |                    |                                  |
| Název | Název    | Počet obyvatel (2020) | Rozloha km² (2020) | Hustota zalidnění (obyv. na km²) |
| český přepis | znaky    | Počet obyvatel (2020) | Rozloha km² (2020) | Hustota zalidnění (obyv. na km²) |
| Městské obvody |          |                       |                    |                                  |
| Che-pching | 和平区   | 730 785               | 60                 | 12 194                           |
| Šen-che | 沈河区   | 782 628               | 60                 | 13 029                           |
| Ta-tung | 大东区   | 754 952               | 100                | 7 559                            |
| Chuang-ku | 皇姑区   | 877 287               | 66                 | 13 296                           |
| Tchie-si | 铁西区   | 1 335 935             | 469                | 2 851                            |
| Su-ťia-tchun | 苏家屯区 | 524 336               | 781                | 672                              |
| Chun-nan | 浑南区   | 798 765               | 809                | 988                              |
| Jü-chung | 于洪区   | 1 066 062             | 500                | 2 132                            |
| Liao-čung | 辽中区   | 395 017               | 1 460              | 271                              |
| Nový obvod |          |                       |                    |                                  |
| Šen-pej | 沈北新区 | 619 375               | 814                | 761                              |
| Městský okres |          |                       |                    |                                  |
| Sin-min | 新民市   | 565 634               | 3 300              | 171                              |
| Okresy |          |                       |                    |                                  |
| Kchang-pching | 康平县   | 278 384               | 2 167              | 129                              |
| Fa-kchu | 法库县   | 340 933               | 2 284              | 149                              |
| |          |                       |                    |                                  |
| Celkem | Celkem   | 9 070 093             | 12 870             | 705                              |

## Podezření z nelegálních transplantací
V březnu 2006 obvinil list The Epoch Times z násilného odebírání orgánů čínskou nemocnici ve městě Šen-jang přidruženou k pracovnímu táboru Sujiatun. Na základě svědectví dvou osob měly být odebírány orgány živým praktikujícím Fa-lun-kung, jejichž těla měla být poté spálena. Tito svědci tvrdili, že od roku 2001 zde bylo zadržováno 6 000 praktikujících, z nichž nikdo nebyl propuštěn živý a dvě třetiny z nich do té doby zahynuly – ti mohli být předmětem odebírání orgánů.
Čínský právník Kao Č'-šeng požádal o prošetření kanadského politika Davida Kilgoura a obhájce lidských práv Davida Matase. V roce 2007 společně vydali vyšetřovací zprávu o svých zjištěních Krvavá sklizeň (Bloody harvest).

## Doprava
Vede odsud nejstarší čínská vysokorychlostní trať Čchin-chuang-tao – Šen-jang. Hlavním šenjangským letištěm je mezinárodní letiště Šen-jang Tchao-sien ležící přibližně dvacet kilometrů jižně od centra.

## Partnerská města
- Belfast, Spojené království (2016)
- Čchunčchon, Jižní Korea (1998)
- Düsseldorf, Německo (1985)
- Ho Či Minovo Město, Vietnam (1999)
- Chicago, USA (1985)
- Inčchon, Jižní Korea (2014)
- Irkutsk, Rusko (1992)
- Katovice, Polsko (2007)
- Kawasaki, Japonsko (1981)
- Kongdžu, Jižní Korea (1996)
- Kumi, Jižní Korea (1999)
- La Plata, Argentina (2014)
- Novosibirsk, Rusko (2013)
- Ostrava, Česko (2006)
- Quezon City, Filipíny (1993)
- Ramat Gan, Izrael (1993)
- Sapporo, Japonsko (1980)
- Soluň, Řecko (2000)
- Songnam, Jižní Korea (1998)
- Turín, Itálie (1985)
- Ufa, Rusko (2011)
- Yaoundé, Kamerun (1998)